# Utracona (powieść Karin Fossum)
Utracona (szw. Elskede Poona, dosł. Umiłowana Poona) – powieść kryminalna z 2000, autorstwa norweskiej pisarki Karin Fossum. Jej polskie wydanie ukazało się w roku 2009 nakładem wydawnictwa Znak, w tłumaczeniu Arkadiusza Nakoniecznika.

## Fabuła
Powieść jest piątą częścią cyklu z detektywem Conradem Sejerem. Śledztwo dotyczy odnalezionych latem, na łące, nieopodal norweskiej wsi Elvestad w Østfold (dokładnie w przysiółku Hvitemoen), zwłok hinduski - Poony Bai pochodzącej z Bombaju. Jej mężem został handlarz maszyn rolniczych z Elvestad - Gunder Jomann, człowiek samotny, który pewnego dnia postanowił udać się do Indii, by znaleźć sobie żonę. Od pierwszego wejrzenia pokochał Poonę, którą spotkał w hotelu. Szybko wzięli ślub i Gunder od razu powrócił do Norwegii, a Poona miała dolecieć później, po załatwieniu swoich spraw rodzinnych. Po wylądowaniu na lotnisku Gardermoen pod Oslo wzięła taksówkę i przyjechała do Elvestad, gdzie ślad po niej zaginął. Potem odnaleziono zwłoki ze zmasakrowaną twardym narzędziem twarzą. Sejer prowadzi śledztwo wśród dość hermetycznej lokalnej społeczności, z której wyróżniają się m.in. Einar Sunde (właściciel kawiarni), Gøran Seter (kulturysta), czy Linda Carling (nastolatka zakochana w Jakubie Skarre, policyjnym partnerze Sejera). 

## Nagrody
Powieść uhonorowana była w 2008 nagrodą Los Angeles Times Book Prize, a w 2009 mianem najlepszego norweskiego kryminału wszech czasów, przyznawanego przez czytelników gazety Dagbladet.